# فاتح آل
فاتح آل (انگلیسی: Fatih Al؛ زادهٔ ۱۲ سپتامبر ۱۹۷۶) بازیگر اهل ترکیه است. وی از سال ۲۰۰۳ میلادی تاکنون مشغول فعالیت بوده‌است.
از فیلم‌ها یا برنامه‌های تلویزیونی که وی در آن نقش داشته‌است می‌توان به حریم سلطان، موهبت اشاره کرد.